# Johannes Eggestein
Johannes Eggestein (Hannover, 8 maggio 1998) è un calciatore tedesco, attaccante dell'Austria Vienna.

## Biografia
È fratello minore di Maximilian Eggestein, anch'egli calciatore professionista.

## Statistiche
Statistiche aggiornate al 30 giugno 2025.

### Presenze e reti nei club
| Stagione            | Squadra             | Campionato          | Campionato | Campionato | Coppe nazionali | Coppe nazionali | Coppe nazionali | Coppe continentali | Coppe continentali | Coppe continentali | Altre coppe | Altre coppe | Altre coppe | Totale | Totale |
| Stagione            | Squadra             | Comp                | Pres       | Reti       | Comp            | Pres            | Reti            | Comp               | Pres               | Reti               | Comp        | Pres        | Reti        | Pres   | Reti   |
| ------------------- | ------------------- | ------------------- | ---------- | ---------- | --------------- | --------------- | --------------- | ------------------ | ------------------ | ------------------ | ----------- | ----------- | ----------- | ------ | ------ |
| 2016-2017           | Werder Brema II     | 3L                  | 15         | 3          | CG              | 1               | 0               |                    | -                  | -                  |             | -           | -           | 16     | 3      |
| 2017-2018           | Werder Brema II     | 3L                  | 16         | 0          |                 | -               | -               |                    | -                  | -                  |             | -           | -           | 16     | 0      |
| 2017-2018           | Werder Brema        | BL                  | 7          | 0          | CG              | 1               | 0               |                    | -                  | -                  |             | -           | -           | 8      | 0      |
| 2018-2019           | Werder Brema        | BL                  | 23         | 4          | CG              | 5               | 1               |                    | -                  | -                  |             | -           | -           | 28     | 5      |
| 2019-2020           | Werder Brema        | BL                  | 14         | 1          | CG              | 1               | 0               |                    | -                  | -                  |             | -           | -           | 15     | 1      |
| 2020-2021           | Werder Brema        | BL                  | 2          | 0          | CG              | 1               | 0               |                    | -                  | -                  |             |             |             | 3      | 0      |
| 2020-2021           | LASK                | BL                  | 28         | 12         | CA              | 5               | 6               | UEL                | 6                  | 2                  |             | -           | -           | 39     | 20     |
| 2021-2022           | Werder Brema        | 2B                  | 1          | 0          |                 | -               | -               |                    | -                  | -                  |             |             |             | 1      | 0      |
| Totale Werder Brema | Totale Werder Brema | Totale Werder Brema | 47         | 5          |                 | 8               | 1               |                    | -                  | -                  |             | -           | -           | 55     | 6      |
| 2021-2022           | Royal Antwerp FC    | PL                  | 18         | 0          | CB              | 1               | 0               | UEL                | 6                  | 0                  |             | -           | -           | 25     | 0      |
| 2022-2023           | St. Pauli           | 2B                  | 21         | 5          | CG              | 2               | 0               |                    | -                  | -                  |             | -           | -           | 23     | 5      |
| 2023-2024           | St. Pauli           | 2B                  | 29         | 9          | CG              | 4               | 2               |                    | -                  | -                  |             | -           | -           | 33     | 11     |
| 2024-2025           | St. Pauli           | BL                  | 27         | 3          | CG              | 2               | 1               |                    | -                  | -                  |             | -           | -           | 29     | 4      |
| Totale St. Pauli    | Totale St. Pauli    | Totale St. Pauli    | 77         | 17         |                 | 8               | 3               |                    | -                  | -                  |             | -           | -           | 85     | 20     |
| 2025-2026           | Austria Vienna      | BL                  | 3          | 0          | CA              | 0               | 0               | UECL               | 3                  | 1                  | -           | -           | -           | 6      | 1      |
| Totale carriera     | Totale carriera     | Totale carriera     | 204        | 37         |                 | 23              | 10              |                    | 15                 | 3                  |             | -           | -           | 242    | 50     |

## Palmarès

### Club

#### Competizioni nazionali
- Campionato tedesco di seconda divisione: 1

St. Pauli: 2023-2024